# Carmelo Pérez
Armando Pérez Gutiérrez, popularmente conocido como Carmelo Pérez, (Pentecostés, Texcoco, Estado de México, México, 1 de julio de 1908 - Madrid, España, 18 de octubre de 1931) fue torero mexicano, hermano del también matador Silverio Pérez Gutiérrez.

## Biografía

### Primeros años
Armando nació en el municipio de Texcoco en el Estado de México el 1 de julio de 1908. Tras una briosa etapa en el escalafón novilleril, el joven Carmelo recibió la alternativa en su país natal el día 3 de noviembre de 1928, en las arenas de la capital mexicana, de manos del magistral torero hispalense Joaquín Rodríguez Ortega "Cagancho"; el cual, bajo la atenta mirada del matador mexicano Heriberto García Espejel (que se hallaba presente en calidad de testigo), cedió al toricantano de Texcoco los trastos con los que debía muletear y estoquear a un morlaco criado en las dehesas aztecas de Piedras Negras, que atendía a la voz de Granado. El 20 de noviembre de 1927, dio su primera presentación en la Plaza Merced Gómez de Mixcoac y con el paso del tiempo fue ganando popularidad entre la gente. Posteriormente se presentaría en Puebla y en su municipio natal: Texcoco.

### Cornada de 1929 y el éxito
Durante una de sus corridas en el Toreo de La Condesa, el 17 de noviembre de 1929, recibió una cornada del toro Michinde San Diego de los Padres, de la que nunca pudo recuperarse. En esa ocasión, Carmelo alternó con el español Antonio Márquez (quien le cortó el rabo a una reserva de Piedras Negras) y con Pepe Ortiz. A pesar de haberse lesionado, siguió toreando hasta que logró dar el ansiado salto que le permitió cumplir la máxima aspiración de cualquier torero hispanoamericano: viajar a España.

### En España y muerte
Arribó a España en 1931 y realizó su primera presentación en el coliseo de Toledo. Estuvo en distintas plazas importantes de Madrid, Valencia y Granada, sin embargo, el mal de la cornada siempre lo aquejó y es por eso que decide realizarse una intervención quirúrgica en la capital española. La intervención quirúrgica se saldó, en principio, con un resultado positivo, sin embargo, durante el periodo de postoperación le sobrevino una pleuresía que terminó con una pulmonía fulminante que acabó con su vida el 18 de octubre de 1931 en ese lugar. Posteriormente, sus hermanos realizaron los trámites para trasladar a Carmelo a México. Fue sepultado en Texcoco.

### Legado
La muerte de Carmelo motivó a su hermano Silverio a seguir sus pasos y convertirse en torero, con lo cual logró el reconocimiento no solo nacional sino internacional. En su honor, una avenida principal de Cd. Neza, así como varias calles de Texcoco llevan su nombre.
Igualmente lleva su nombre la plaza de toros de San Miguel el Alto, Jalisco.